# 26223 Enari
26223 Enari è un asteroide della fascia principale. Scoperto nel 1997, presenta un'orbita caratterizzata da un semiasse maggiore pari a 2,9237274 UA e da un'eccentricità di 0,1026997, inclinata di 11,97240° rispetto all'eclittica.